# Théorie de la préformation

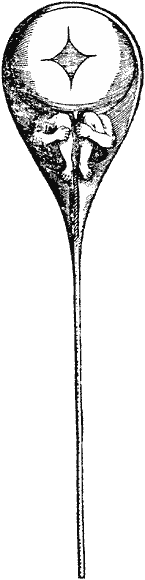
Dessin d'interprétation d'Hartsoeker (1694) représentant un spermatozoïde humain qui contient dans sa tête un « homunculus », sorte de petit homme préformé.

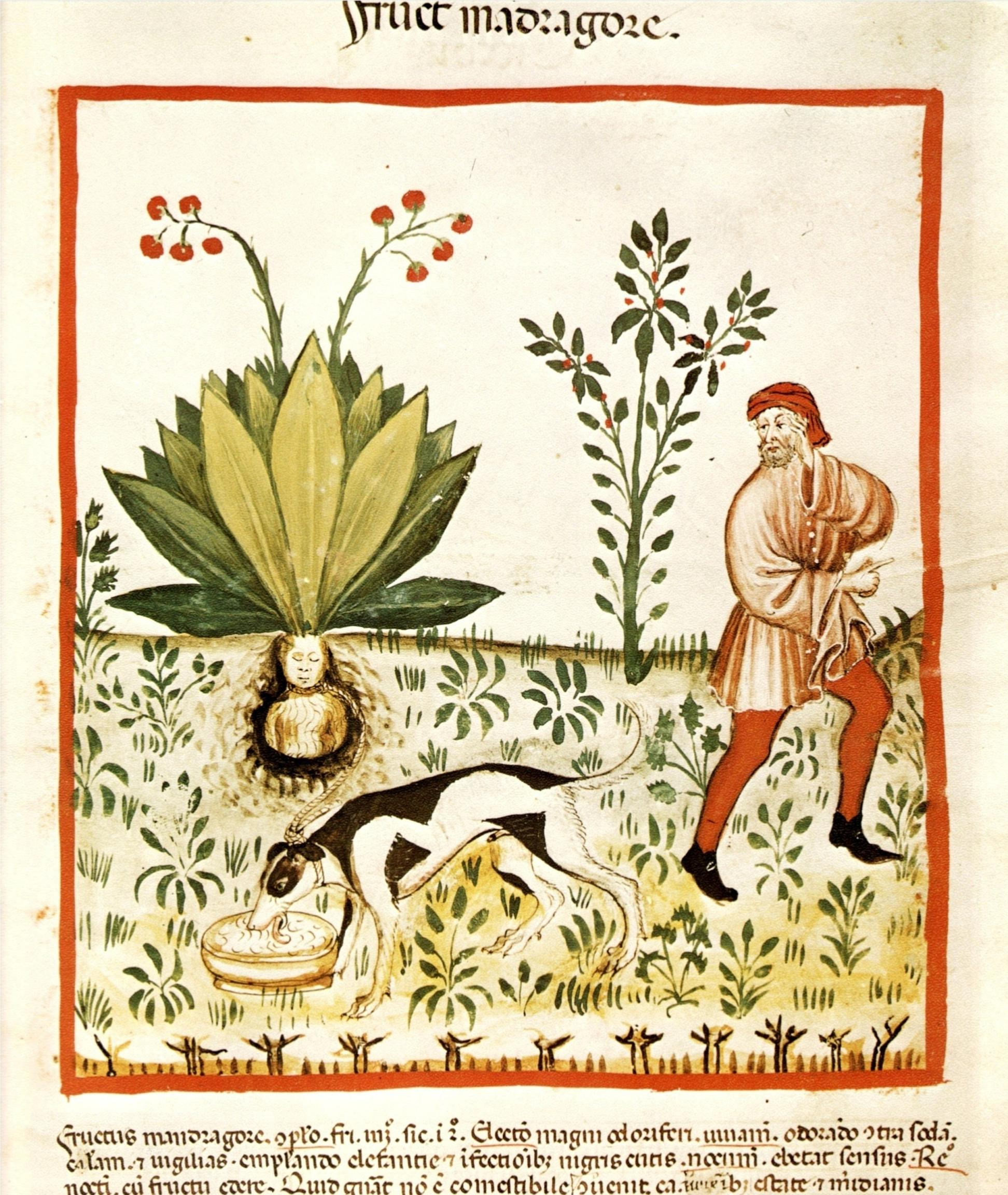
Une légende médiévale prétend que la mandragore naît du sperme des hommes pendus en gibet ou écrasés sur les roues. Le renom de ce végétal, appelé aussi « petit homme planté », tient à la convergence de deux facteurs : des racines anthropomorphiques issues du sperme des hommes pendus, les destinant selon la théorie des signatures, à des potions et philtres magiques des sorciers ; une teneur en alcaloïdes puissamment hallucinogènes, permettant aux sorcières de voler grâce à leur balai magique.

Jan Swammerdam, Miraculum naturae sive uteri muliebris fabrica, 1729.

La théorie de la préformation, appelée aussi théorie de la préexistence, a été formulée au XVIIIe siècle pour expliquer le développement embryonnaire par le déploiement de structures préexistantes dans l'œuf. Cette théorie s'est historiquement opposée à celle de l’épigenèse selon laquelle les organes apparaissent progressivement au cours de la croissance embryonnaire et sont sous l'influence de forces extérieures. On considère traditionnellement que la théorie de l'épigenèse l'a emporté sur le préformationnisme à la fin du XIXe siècle, avec l'émergence de l'embryologie expérimentale. Cependant, la découverte de programmes génétiques contrôlant le développement durant les dernières décennies du XXe siècle met en évidence la préexistence dans l'œuf d'un code porteur des informations régulant le développement. Ces découvertes sont à l'origine d'un courant de réhabilitation de l'apport de la pensée préformiste à la biologie.

## Histoire
C'est d'Aristote, philosophe du IVe siècle av. J.-C., que provient la première description de l'hypothèse préformiste, qu'il oppose déjà à la théorie de l’épigenèse défendue par lui.
Pendant longtemps, l'autorité d'Aristote rend prépondérante l’hypothèse de l'épigenèse dans les milieux scientifiques.
À la fin du XVIIe siècle, la théorie préformiste est soutenue par l'Église en vertu de la doctrine de la préexistence et de l'emboîtement des germes : Dieu étant le créateur de toute chose, il a, dès le commencement, créé tous les animaux, toutes les plantes et tous les Hommes amenés à peupler le monde jusqu'à la fin des temps. Les enfants à naître existent donc déjà, minuscules mais totalement formés, dans leurs géniteurs ; ces enfants eux-mêmes abritent, dans cet état minuscule, leurs enfants et, par emboîtements successifs, toutes les générations suivantes…
Des scientifiques de premier plan comme Gottfried Wilhelm Leibniz et Lazzaro Spallanzani sont alors partisans du préformisme. C'est cette hypothèse que l'Encyclopédie de Diderot et d’Alembert présente comme la plus crédible. 
Pendant tout le XVIIIe siècle, la polémique entre épigenèse et préformation sera féroce. Elle prendra fin au milieu du XIXe siècle avec le développement de la théorie cellulaire et du rôle la cellule, déjà envisagée par Buffon dans son Histoire naturelle générale et particulière.
Des avatars de cette théorie subsistent aujourd'hui encore : « en croyant utiliser une gentille métaphore, des hordes d'irresponsables racontent aux enfants que, pour faire un bébé, le papa met une petite graine dans le ventre de la maman. Quelle hérésie, puisque la graine, au sens strict, est le produit de l'activité femelle de la plante ». Une telle histoire donne à l'enfant tout jeune l'idée qu'il est issu préformé, de la graine du père et que la mère n'a été qu'un terreau nourricier. Des anthropologues, emmenés par Françoise Héritier, ont montré que dans toutes les sociétés, les hommes ont cherché à prendre le contrôle de la sexualité féminine, et, pour ce faire, ont construit des mythes et des systèmes de représentations qui hiérarchisent les sexes et qui persistent à travers ce type de métaphore.

## Modèle
L'être vivant qui se développe a toujours été présent dans l'œuf, mais si petit et transparent qu'il est invisible. Pendant son développement, ses tissus croissent et se densifient, le rendant visible. Les êtres miniatures sont appelés homunculus en 1694 par Nicolas Hartsoeker (1656-1725).
Le préformationisme rejette l'observation empirique de l'apparition progressive de la complexité au cours du développement et développe une forme d'abstraction mécaniste qui peut être rapprochée de la pensée newtonienne. 
Si l'embryon préexiste avant sa conception, il ne peut résulter du mélange des semences mâle et femelle, comme le pensaient les Anciens.  Deux théories vont donc s'affronter pour déterminer si c'est dans le mâle ou dans la femelle que l'enfant préexiste.

### Ovisme
Pour l'ovisme, l'embryon est préformé dans la femelle. Le sperme est inutile ou il apporte une aura seminalis, une essence vitale qui animera l'embryon. 
En 1667, Nicolas Sténon découvre des œufs dans les « testicules » de la femelle du chien de mer, sorte de requin aiguillat.
L'année suivante, Francesco Redi fait litière de l'idée de génération spontanée en démontrant expérimentalement que même les plus petits insectes se reproduisent par des œufs: Expériences sur la génération des insectes, 1668. Cette découverte contribue à donner du poids à l'ovisme.
Reinier de Graaf, dans Histoire anatomique des parties génitales de l’homme et de la femme (1672), décrit le follicule ovarien, et croit voir dans cet organe un œuf, dans lequel l’embryon se trouve déjà (en fait, l'ovule est contenu dans le follicule de De Graaf). Pour lui, le rôle du sperme est d'animer à distance l'embryon.
En 1762, Charles Bonnet   dans Considérations sur les corps organisés expose une théorie sur la préexistence des germes selon laquelle l'ovaire d'Ève aurait contenu les germes de tous les êtres humains à venir. Cette hypothèse est déjà abordée par Jan Swammerdam dans Histoire générale des Insectes en 1669.

### Animalculisme
La découverte du spermatozoïde, par Antoni van Leeuwenhoek  en 1677, vient populariser la théorie alternative selon laquelle l'embryon préexiste dans le spermatozoïde, l'œuf féminin servant à le nourrir. Il remarque d'ailleurs même variabilité de la forme des spermatozoides, la difformité de certains (la spermatogenèse produit naturellement beaucoup de spermatozoides difformes et à l'apparence variée), et pour lui ces formes sont celles qui se développeront et seront à l'origine de certaines caractéristiques physiques de l'enfant à naître.
Van Leeuwenhoek fera par la suite une expérience, où il croisera des lapins gris mâles avec des femelles blanches, remarquant que la descendance est totalement grise. Cela avance pour lui la preuve que les caractéristiques de la descendance proviennent des mâles, les femelles servant seulement de réceptacle pour les homoncules. Bien évidemment, le croisement inverse aurait donné le même résultat, et il aurait vu réapparaître le phénotype « blanc » s'il avait refait un croisement.
En 1694 dans Essai de dioptrique, Nicolas Hartsoeker imagine comment un fœtus entier pouvait se loger dans le spermatozoïde  Il affirme qu'un « homoncule » est logé dans la tête du spermatozoïde, réplique microscopique de l'être en gestation.
En 1699 François de Plantade, dit Dalempatius (1670-1741) affirme avoir observé un embryon dans le spermatozoïde. Ce canular aura un certain retentissement pendant plusieurs années.

## Oppositions
Dès Hippocrate, la théorie des deux semences propose la contribution des deux gamètes à la formation du fœtus, sans pouvoir à l'époque définir leur forme ou leur nature.
Pierre Louis Moreau de Maupertuis réfute en 1745 la théorie de la préformation, faisant remarquer que l'enfant d'un Noir et d'une Blanche présente une couleur intermédiaire. Il étudie également la transmission de la polydactylie sur plusieurs générations, et en conclut qu'elle se fait autant par l'homme que par la femme.
Elle est également critiquée par Caspar Friedrich Wolff dans sa thèse de médecine : Theoria Generationis en 1759.
En 1833, Étienne Geoffroy Saint-Hilaire écrivait « Selon le système d'emboîtement infini, les organismes sont et restent à travers les siècles ce qu'ils ont toujours été : pour cette raison, les hommes ont conclu que les formes animales étaient inaltérables ». Cette citation indique en quoi les thèses préformationistes étaient incompatibles avec l'approche évolutionniste.
D'autres hypothèses successionnistes coexistent : les pangéneticiens, comme Darwin, défendent l'idée selon laquelle les cellules « germinales » sont contenues dans les fluides biologiques, et qu'elles s'agrègent pour former un organisme complet, même s'ils ne comprennent pas encore très bien de quelle façon[évasif][réf. nécessaire].